# أبو قير للأسمدة والصناعات الكيماوية
أبو قير للأسمدة والصناعات الكيماوية أبوك (بالإنجليزية: ABUK - Abu Qir Fertilizers)‏ هي إحدى شركات قطاع البترول المصري. والتي تأسست عام 1976 بموجب القانون رقم 159 لسنة 1996 المعدل بقانون ضمانات وحوافز الاستثمار رقم 8 لسنة 1997 كشركة مساهمة مصرية.
تعمل الشركة في مجال إنتاج وتصنيع الأسمدة والمواد الأخرى المرتبطة بها أو المشتقة منها أو اللازمة لصناعتها وشرائها وبيعها . كما تعد الشركة إحدى الشركات الرائدة في مجال إنتاج وتسويق الأسمدة النيتروجينية في مصر.

## المساهمون
تتوزع نسب المساهمين في الشركة كالتالي:
- ألفا أوريكس ليمتد (21.52%)
- السعودية المصرية للاستثمار (19.82%)
- الهيئة المصرية العامة للبترول (19.11%)
- تداول حر بالبورصة المصرية (17.22%)
- بنك ناصر الاجتماعي (5.90%)
- القابضة للصناعات الكيماوية (5.47%)
- اتحاد العاملين المساهمين بالشركة (5.03%)
- مصر للتأمين (0.022%)
- محمد حمدان محمود عشماوي (0.0014%)

## منتجات الشركة
- اليوريا المخصوص
- اليوريا العادى
- السماد السائل (يوريا أمونيوم نيترات UAN)
- الأمونيا السائلة

## وصلات خارجية
- موقع الشركة المصرية القابضة للبتروكيماويات
- موقع شركة أبوك